# Lamellisabella johanssoni
Lamellisabella johanssoni är en ringmaskart som beskrevs av Ivanov 1957. Lamellisabella johanssoni ingår i släktet Lamellisabella och familjen skäggmaskar. Inga underarter finns listade i Catalogue of Life.